# The Settlers IV
The Settlers IV je v řadě čtvrtý díl série počítačových strategií The Settlers, kterou v Česku kompletně přeložila (vč. dabingu) společnost Bohemia Interactive.

## Provedení
Hra zachovává všechny prvky předchozích dílů, některé další naopak přidává.

### Hospodaření
Jako u všech předchozích dílů i zde jde především o strategii v hospodářství než na bitevním poli. Ještě dlouho před prvním setkáním s nepřítelem hráč musí vybudovat stabilní osadu se soběstačným hospodářským systémem.
Ve hře figurují suroviny ze kterých se vyrábějí produkty. Surovina může být pokácený strom, putna uhlí, železná ruda nebo obilí. Některé suroviny lze rovnou použít k potřebnému účelu (například víno) a ostatní je třeba nejdříve zpracovat. Železná ruda se nejdříve musí přetvořit na železné ingoty a teprve pak může být železo použito pro výrobu nástrojů. Dřevěná kulatina se zase musí dostat na pilu, aby mohla vzniknout prkna pro stavbu budov, atp.
Stačí tedy, aby se některé suroviny nedostávalo a může se zastavit celá produkce a vývoj osídlení. Důvod může být jakýkoliv – schází nástroj a osadník nemůže pracovat, v jeho oblasti už nemá co těžit nebo odmítá pracovat bez jídla (speciálně v případě horníků).
Příklad: Pokud vodohospodář z nějakého důvodu nedodával kádě s vodou, nebylo možné je dodat do pekárny, kde voda byla spolu s moukou zapotřebí k výrobě chleba. Chléb vyžadovali někteří horníci a bez něj netěžili uhlí. Bez uhlí nešlo zásobovat výrobce zbraní ani nástrojů, slévárnu, tavírnu zlata a tím se de facto celá produkce zastavila.
Velmi důležitým prvkem jsou dopravci. Obyvatelé osady, kteří pouze přenášejí suroviny a produkty z jednoho místa do druhého. Oproti předchozím dílům již neměl každý dopravce na starost jeden úsek cesty, ale každý nosil vše a kamkoliv. Pokud dopravců bylo málo, ekonomika celé osady upadala při prodlení.

### Boj
Bojová část je značně slabší než ta hospodářská a nejde v ní o rychlost jako tomu je u klasických bojových strategií typu Dune 2 nebo Warcraft. Vojskem není možné napadnout civilní budovy a pro zabrání nepřátelského území je nutné obsadit protivníkovu vojenskou budovu, která má svůj rádius. Pěchotní jednotky se skládají ze tří typů vojáků pro boj z blízka (voják s mečem, se sekerou), z dálky (lučištník, bojovník s foukačkou) a speciální jednotku (léčitel, sekerník). Od každé jednotky byly na výběr 3 úrovně. V boji pak samozřejmě šermíř třetí úrovně porazil i mnohem větší přesilu šermířů první úrovně. Každá vyšší úroveň stála, kromě zbraní, ještě odpovídající počet zlatých cihel na jednu jednotku.
Území každé strany bylo vytyčeno barevnými kolíky za které nemohli ostatní osadníci vyjma vojáků a specializovaných jednotek. Toto území šlo rozšířit specialistou, který kolíky ručně posunoval, ale především postavením vojenské budovy, kterou musel obývat alespoň jeden voják. Velikost nově získaného území závisela na typu budovy. Věž přidala malé území a pevnost naopak největší.

## Rasy
Hráč má na výběr z malých kampaní, kde si může vyzkoušet strategii za každý z národů. V hlavní kampani se pak národy střídají podle úrovně.

### Římané
Vyrovnaný národ, který potřebuje od všeho trochu a není nikterak specializován na určitou surovinu. Pro obětování bohům a získávání many používají víno v amforách, které se po sklizni už dále neupravuje a přenáší se do malého chrámu.
Výhodou jejich neutrálnosti v oblasti potřeb je, že netrpí nedostatkem některé hlavní suroviny, jako je tomu u ostatních národů. Na každou budovu je třeba vyrovnaných jednotek dřeva i kamene.
Jejich speciální jednotka je léčitel, který doprovází vojska do bojů a uzdravuje vojáky v dosahu. Pokud se v armádě nachází více léčitelů 3. úrovně, je takovouto jednotku velmi těžké porazit.

### Vikingové
Vikingové, Mayským národem přezdívaní jako Seveřani. Jejich hlavní potřebnou surovinou je dřevo bez kterého nepostaví ani základní budovy. Na druhou stranu mají velmi nízkou spotřebu kamene. Některé budovy mají pro stavbu nutný poměr např. 5 prken ku 1 kamenu. Je tedy existenciálně nutné za tento národ stavět velké množství dřevorubeckých obydlí a pil pro zpracování dřeva. Velkou výhodou je, že dřevo je díky lesníkovi snadno obnovitelný zdroj. Pro obětování používají medovinu, kterou ale nejdříve musí z medu a vody vyrobit výrobce medoviny.
Vikingové navíc disponují uhlířem, který z kmenů stromů může v milířích vyrábět dřevěné uhlí. Tato výroba je velmi nákladná (8 kmenů pro 1 putnu uhlí), ale v případě uhelné krize je možné pokračovat v nutné výrobě.
Speciální jednotka Vikingů je sekerník – zuřivý válečník se sekerou, kterou může útočit na budovy nepřátelských kmenů. Pokud vojenskou budovu zničí sekerník bez obsazení vojákem, nepřítel sice ztrácí budovu, ale území zůstává nezměněno.

### Mayové
Mayové jsou Vikingy přezdívaní jako Kamenní lidé, protože jsou přesným opakem seveřanů. Pro jejich budovy je nutné obstarat velké množství kamene. Na druhou stranu nepotřebují moc dřeva. Pokud Mayové chtějí postavit standardní budovu, potřebují například 5 jednotek kamene a pouze 1 jednotku dřeva. Pro obětování používají tequilu, kterou získávají ze zpracování vypěstovaných agáví a vody.
Mayové jako jediný národ umí vyrobit střelný prach, který vyrábí ze síry. Ostatní národy mohou síru těžit také, ale bez možnosti dalšího zpracování. Střelný prach Mayové používají pro jejich válečné lodě a bojové jednotky.
Jejich speciální vojenskou jednotkou je bojovník s foukačkou, který může na určitou dobu paralyzovat nepřátelského vojáka. Sám v boji tedy nemá smysl, pokud by pouze na okamžik nepřítele znehybnil, jinak útočit nemůže.

### Kmen temnoty
Kmen temnoty je vedený zlým Morbusem a jeho pobočnicí Kokinou. Jde o NPC stranu, která ani nedisponuje vybavením pro hráče. Morbusův kmen se totiž vymyká hranicím s kolíky a hospodaření. V každé mapě, kde se vyskytuje má pouze hlavní budovu a hobové farmy na kterých pracují jeho lidi a nebo otroci (pokud tuto budovu dobijete tak se otroci stanou vašimi osadníky). Houbové farmy zásobující hlavní budovu manou kterou si dělá vojáky a ochranu před nepřítelem.
Své území rozšiřuje pomocí zahradníků, což jsou obyvatelé původních vesnic, násilně přetažení na temnou stranu, kde musí sklízet prapodivné plody hnijících květin. Ty pak odnáší do svých farem.

## Příběh
Zlomyslný bůžek Morbus byl nejvyšším bohem seslán na Zem jako trest, že roznesl fámy o jeho smrti. Morbus však bytostně nesnáší zelenou barvu a už vůbec ne přírodu. Poté, co se na Zemi usídlí se svou lepou následovnicí Kokinou, začne střádat plány, jak zemi přetvořit k obrazu svému. Za pomoci svých zahradníků získá semena, která každý kousek krásné přírody přetvoří na černou, pustou a především mrtvou zemi.
Všechny tři národy se navzájem podezírají, že zničená příroda je práce jednoho z nich, ale později se objevuje nepřítel odvádějící osadníky z jejich domovů a nutí je pracovat na pustošení krajiny. Všechny tři národy musí spojit své síly, aby navrátili svou zem zelené přírodě a harmonii.
Celá hlavní kampaň je rozdělena na 14. úrovní ve kterých hráč postupně prostřídá všechny 3 národy, aby porazil kmen temnoty se kterým se setkává od 3. úrovně. Porazit kmen temnoty je spíše zdlouhavé než obtížné, protože nelze okamžitě zaútočit na jeho hlavní budovu, ale je nutné nejdříve zničit jeho farmy, které dodávají energii pro obranný systém.
Žádná z budov Kmene temnoty nelze zničit přímo vojáky, ale pouze zahradníky, kteří kolem budovy vytvoří původní travnatý terén.

## Osadníci
Kromě zmíněných vojenských jednotek a dopravců se v osadách pohybují jejich obyvatelé, které hráč nemůže přímo ovládat a automaticky si sami vybírají povolání, při postavení nové budovy. Pokud je dostatečný počet volných osadníků, je možné si spolu s nástroji vytvořit specialisty, které hráč ovládá a může jejich pomocí získávat území, informace, suroviny apod.

### Pracovníci
Nepočítaje standardní řemesla v příslušných budovách (kovář v kovárně, horník v dole apod.) se po osadě pohybují pracovníci, které nelze ovládat a svou práci vykonávají sami od sebe.
- Dopravce – přepravuje materiál a finální produkty z jednoho místa na druhé
- Kopáč – upravuje terén určený pro stavbu nové budovy
- Stavitel – staví budovy, pokud je jejich terén zarovnán a na místě alespoň jedna potřebná surovinová jednotka

### Specialisté
Jednotky, které hráč může ovládat a určovat, kde mají pracovat.
- Geolog – zjišťuje stav nerostných surovin v horách (uhlí, zlato, železná ruda, síra, kámen)
- Zahradník – upravuje zničenou půdu a vrací přírodě její krásu, kterou ztratila po zásahu Kmene temnoty
- Zloděj – proplíží se přes hranice do cizí osady, kde může ukrást suroviny nebo produkty

## Datadisky
Ke hře samotné později vyšly dva dodatečné datadisky:
- The Settlers IV – Trojané a elixír moci
- The Settlers: Mission pack

První datadisk obsahuje 12 nových úrovní, nový kmen (Trojané) a scházející map editor
Druhý datadisk je vlastně pouze přídavek 12 nových map pro původní 3 rasy.
Později vyšla verze Gold Edition obsahující kromě samotné hry již oba zmíněné datadisky.